# Чивита-Кастеллана
Чивита-Кастеллана (итал. Civita Castellana) — коммуна в Италии, располагается в области Лацио, подчиняется административному центру Витербо.
Население коммуны, на 01.01.2024 года, составляет 15 175 человек, плотность населения — 181,27 чел./км². Занимает площадь 83,28 км². 
Почтовый индекс — 01033. Телефонный код — 0761.
Покровителями коммуны почитаются Иоанн и Маркиан. Праздник ежегодно празднуется 16 сентября.